# MINUGUA
La Missione di Verifica delle Nazioni Unite in Guatemala (MINUGUA dallo spagnolo Misión de Verificación de las Nacionas Unidas en Guatemala) fu una missione di paecekeeping dell'ONU decisa il 20 gennaio 1997 con la risoluzione 1094 del Consiglio di Sicurezza.
Il mandato della missione, che iniziò ad operare nel gennaio 1997, era quello di verificare il rispetto del cessate il fuoco stabilito tra il governo del Guatemala e i ribelli marxisti dell'Unidad Revolucionaria Nacional Guatemalteca dopo anni sanguinosi di guerra civile.
Il contingente fu composto da circa 150 militari provenienti da: Argentina, Australia, Austria, Brasile, Canada, Ecuador, Germania, Norvegia, Russia, Singapore, Spagna, Stati Uniti, Svezia, Ucraina, Uruguay e Venezuela.
Il quartier generale della missione fu posto a Città del Guatemala, la missione venne guidata dal generale spagnolo Jose Rodriguez Rodriguez.
La missione terminò nel settembre dello stesso anno; il costo totale fu di circa 4 milioni di dollari.
Ad uno sguardo attento la MINUGUA ricalca in maniera piuttosto fedele l'ONUSAL di cui è considerato spesso l'evoluzione